# The Island (canción de Pendulum)
«The Island» es una canción de la banda australiana de Drum & Bass y Rock electrónico Pendulum.  Fue el tercer sencillo de su tercer álbum de estudio Immersion. Fue lanzado el 19 de septiembre de 2010. La canción contiene dos versiones: “Pt. I (Dawn)” que fue la que mayor aceptación tuvo comercialmente y “Pt. II (Dusk)”. Contiene los samples del tema de Missy Elliot – “I'm Really Hot”. Devin Townsend utilizó la base estructural de “The Island” para su canción “Save Our Now” incluida en el álbum de 2012 Epicloud.

## Video musical
El videoclip está dirigido por Mike Sharpe y Barney Steel pertenecientes a la compañía productora “The Found Collective”. Fue filmado en Tenerife, España y es interpretado por la actriz belga Carole Weyers quien personifica a una alien que cae en un planeta desconocido. Luego vislumbra a otro ser humano a través del desierto, que persigue a la persona por todo el planeta, hasta que se revela al final del video que es ella misma, de hecho, la que se persigue. Está inspirado en la película La isla.

## Listado de canciones
| CDr, sencillo, Promo |                                     |          |  |
| N.º                  | Título                              | Duración |  |
| 1.                   | «The Island» (Original)             | 5:01     |  |
| 2.                   | «The Island» (Radio Edit)           | 3:41     |  |
| 3.                   | «The Island» (Tiësto Remix)         | 6:48     |  |
| 4.                   | «The Island» (Lenzman Remix)        | 4:59     |  |
| 5.                   | «The Island, Pt. II Dusk» (DJ Edit) | 4:57     |  |

| Descarga Digital |                                                        |          |  |
| N.º              | Título                                                 | Duración |  |
| 1.               | «The Island» (Steve Angello, AN21 & Max Vangeli Remix) | 6:40     |  |

## Posicionamiento en listas
| Listas (2010)                             | Mejor posición |
| ----------------------------------------- | -------------- |
| Reino Unido (The Official Charts Company) | 41             |